# Гірвліська сільська рада
Гі́рвліська сільська рада (ест. Hirvli külanõukogu, рос. Хирвлиский сельский совет) — сільська рада в Естонській РСР, адміністративно-територіальна одиниця в складі повіту Гар'юмаа (1945—1950) та Локсаського району (1950—1954).

## Населені пункти
Сільській раді підпорядковувалися села: Гірвлі (Hirvli), Курсі (Kursi), Ару (Aru), Козу (Kosu), Кирвевескі (Kõrveveski), Тиррепиг'я (Tõrrepõhja), Койтьярве (Koitjärve), Сіґула (Sigula).

## Історія
8 серпня 1945 року на території волості Колґа в Гар'юському повіті утворена Гірвліська сільська рада з центром у селі Гірвлі.
26 вересня 1950 року, після скасування в Естонській РСР повітового та волосного поділу, сільська рада ввійшла до складу новоутвореного Локсаського сільського району.
17 червня 1954 року в процесі укрупнення сільських рад Естонської РСР Гірвліська сільська рада ліквідована, а її територія склала південну частину Колґаської сільської ради.